# اینیگو کوئستا
اینیگو کوئستا (اسپانیایی: Íñigo Cuesta‎؛ زادهٔ ۳ ژوئن ۱۹۶۹) دوچرخه‌سوار اهل اسپانیا است. وی در جیرو دیتالیا و تور دو فرانس شرکت کرده است.